# Генріх Крайпе
Карл Генріх Георг Фердинанд Крайпе (нім. Karl Heinrich Georg Ferdinand Kreipe, 5 червня 1895, Гросенеріх — 14 червня 1976, Нортгайм) — німецький воєначальник, генерал-майор вермахту. Кавалер Лицарського хреста Залізного хреста.

## Біографія
У роки Першої світової війни вступив до армії, в грудні 1915 року отримав звання лейтенанта. Після війни вступив у фрайкор, в жовтні 1919 року зарахований в рейхсвер. До 1939 року дослужився до звання оберста.
Командував 209-м піхотним полком 58-ї піхотної дивізії під час Французької кампанії. Під час операції «Барбаросса» в складі групи армій «Північ» брав участь в просуванні до Ленінграда. У травні 1942 року залишив фронт і повернувся до Німеччини, де займав деякі адміністративні посади. У червні-жовтні 1943 року воював знову на Східному фронті, командував 79-ю піхотною дивізією. 1 березня 1944 призначений командиром 22-ї піхотної дивізії замість генерала Фрідріха Вільгельма Мюллера.
Навесні 1944 року союзники розробили план викрадення генерала Мюллера, який сумно прославився як «критський м'ясник». Керівником операції був призначений майор Патрік Лі Фермор за допомогою капітана Вільяма Стенлі Мосса, грецьких агентів Управління спеціальних операцій і грецьких партизанів Криту. Поки йшов план розробки, Мюллер покинув острів, і фактично об'єктом викрадення став Крайпе, але ні англійці, ні німці не здогадувалися про те, хто буде викрадений.
Вночі 26 квітня Крайпе покинув свою штаб-квартиру в місті Арханеса і вирушив без супроводу в свій добре захищений будинок «Вілла Аріадни» (25 км від Іракліона). Фермор і Мосс, одягнені в форму військової поліції вермахту, очікували його на відстані одного кілометра від вілли. Крайпе вів свій автомобіль до вілли, коли його зупинила поліція під приводом перевірки документів. Фермор, коли машина зупинилася, швидко відкрив двері і, погрожуючи пістолетом, скрутив Крайпе, поки Мосс сідав за кермо. Близько Арханеса був встановлений пам'ятний знак на честь цієї події.
Через півтори години, проїхавши 22 блокпости, Мосс привів машину в Іракліон. Фермор, за однією з версій, втік з острова на підводному човні. Мосс повів свого бранця на південь острова, намагаючись уникати зустрічей з німецькими патрулями (їх увагу намагалися відвертати грецькі партизани). У горах на півдні Мосса і Крайпе забрав невеликий катер ML 842 під командуванням Браяна Коулмана. 14 травня 1944 вони прибули до Єгипту. Крайпе був допитаний, після чого його заслали в табір військовополонених в Канаду, а потім в Уельс, де він залишався і після війни.

## Після війни
У 1947 році Крайпе був звільнений і повернувся на батьківщину. У 1972 році на грецькому телебаченні генерал Крайпе зустрівся з Моссом і Фермором. Помер в Нортгаймі 14 червня 1976 року.
Вільям Стенлі Мосс в 1950 році написав оповідання «Зустріч зі злом при місячному світлі» (англ. Ill Met by Moonlight), за яким було знято фільм в 1957 році (роль Крайпе зіграв Маріус Герінг).

## Нагороди
- Залізний хрест
  - 2-го класу (27 червня 1916)
  - 1-го класу (25 травня 1918)
- Почесний хрест (Шварцбург) 3-го класу з мечами (6 листопада 1916)
- Нагрудний знак «За поранення» в чорному (4 лютого 1921)
- Почесний хрест ветерана війни з мечами (1 березня 1935)
- Медаль «За вислугу років у Вермахті» 4-го, 3-го, 2-го і 1-го класу (25 років)
- Застібка до Залізного хреста
  - 2-го класу (1 червня 1940)
  - 1-го класу (27 червня 1940)
- Лицарський хрест Залізного хреста (13 жовтня 1941)
- Медаль «За зимову кампанію на Сході 1941/42» (29 липня 1942)
- Кубанський щит